# 南郷山
南郷山（なんごうさん）は、神奈川県足柄下郡湯河原町にある山で、標高は810メートル。幕山の約1キロメートル東にある。箱根山の外輪山の南麓に位置する約15万年前の火山である。

## 概要
頂上は草地で見晴らしがよく、真鶴半島をはじめ伊豆諸島まで一望でき、よく幕山とセットで多くの人々が訪れる。
複数のハイキングコースがあり、五郎神社（鍛冶屋バス停）から南郷山山頂を経て湯河原駅までの南郷山ハイキングコース（健脚向け、13.5km）、五郎神社（鍛冶屋バス停）から南郷山山頂と幕山山頂を経て五郎神社（鍛冶屋バス停）に戻る鎌倉幕府開運街道（中級者向け、9.7km）がある。このうち鎌倉幕府開運街道は石橋山合戦で大敗して主従7騎で山中に逃れた源頼朝がたどった道のり（七騎落）を一説に基づき神奈川県が整備したコースで、途中には頼朝が自害しようとしたところ土肥実平に諫められた場所と伝わる自鑑水（自害水）と呼ばれる池などがある（南郷山ハイキングコースでは自鑑水はルート上から少し分岐した場所にある）。

## 交通
湯河原駅から鍛冶屋行き箱根登山バスで10分の終点で下車（徒歩の場合でも約30分）、しばらく歩くと南郷山登山口がある。

## 参照項目
- 箱根山
- 箱根ジオパーク